# Passiflora macdougaliana
Passiflora macdougaliana là một loài thực vật có hoa trong họ Lạc tiên. Loài này được S. Knapp & Mallet mô tả khoa học đầu tiên năm 1984.